# Ananthapuram
Ananthapuram é uma panchayat (vila) no distrito de Viluppuram , no estado indiano de Tamil Nadu.

## Demografia
Segundo o censo de 2001,  Ananthapuram  tinha uma população de 5869 habitantes. Os indivíduos do sexo masculino constituem 50% da população e os do sexo feminino 50%. Ananthapuram tem uma taxa de literacia de 61%, superior à média nacional de 59.5%; com 60% para o sexo masculino e 40% para o sexo feminino. 11% da população está abaixo dos 6 anos de idade.